# 로벤섬
로벤섬(Robben Island)은 남아프리카 공화국의 웨스턴케이프 주에 있는 케이프타운에서 약 12 km 바다 밖으로 테이블 만에 있는 섬이다. 1999년 유네스코 세계문화유산에 등록되어 있다.

## 개요
로벤은 '물개'를 의미하는 네덜란드어로 모양은 타원형이며 남북으로 3.3 km, 너비는 1.9km이며 면적은 5.07 km2이다. 선캄브리아기의 변성암으로 구성된 평평한 지형으로 오래된 침식의 결과로 해발은 낮다. "감옥 섬"으로 나병환자의 격리 및 정치범수용소로 사용되어 노벨평화상 수상자이자, 전대통령이었던 넬슨 만델라가 아파르트헤이트가 철폐되기 이전에 27년간의 감옥생활 중 18년을 갇혀 있었던 곳이기도 하다. 10년을 투옥생활을 했던 칼레마 모틀란테 전대통령과 현직의 제이콥 주마 대통령도 이곳에서 옥살이를 했다. 지금은 로벤 섬 교회를 제외한 전체를 정부가 관리하고 섬 전체를 박물관으로 정비하였고, 원래 감옥에서 포로로 있던 가이드가 안내 업무를 수행하고 있다.

## 역사

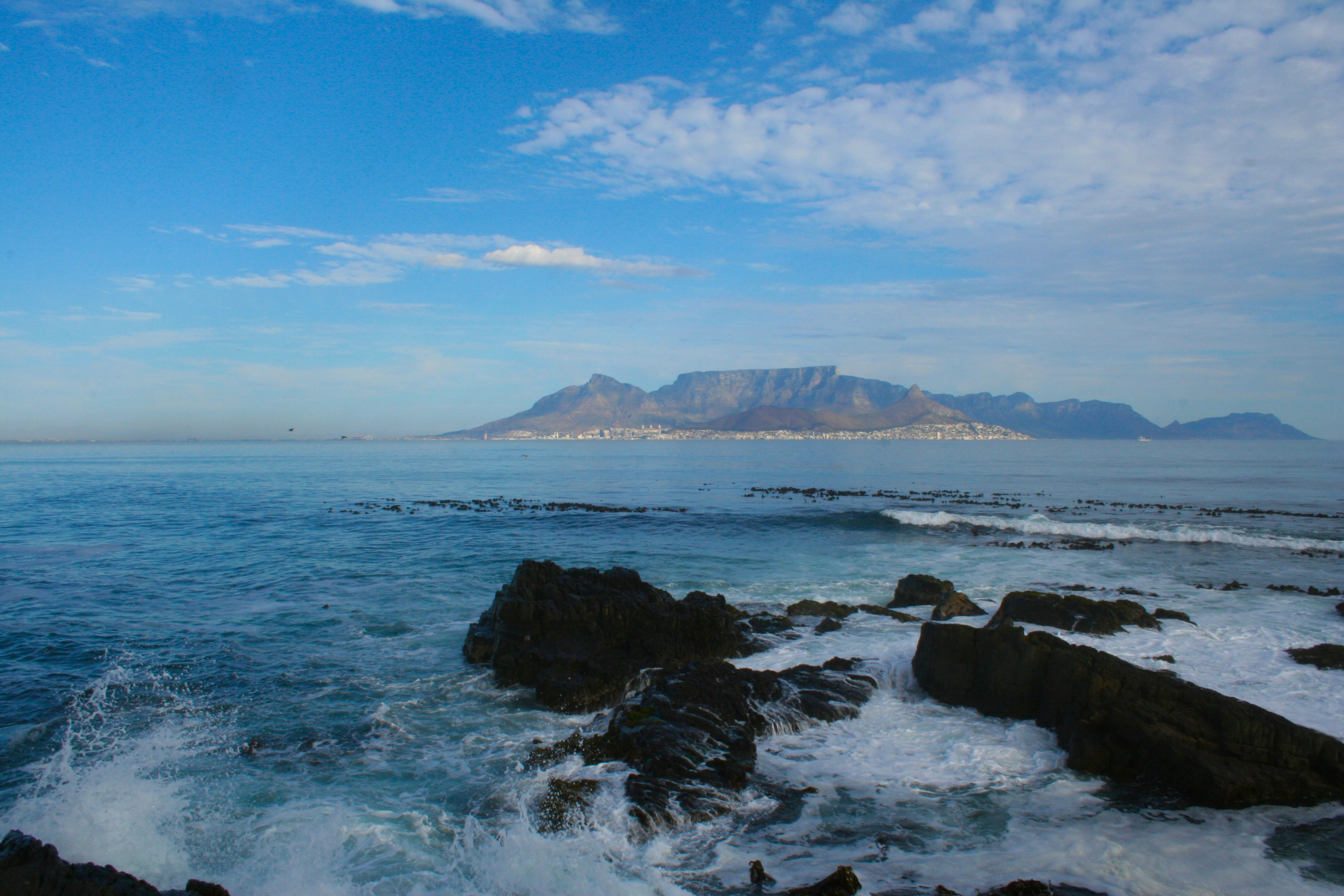
로벤 섬에서 본 케이프타운

주위는 해류가 강해 탈출이 어려운 곳으로, 17세기말부터 이 섬의 대부분은 정치범을 수감하기 위한 감옥으로 사용되었다. 당시 로벤 섬에 수감된 죄수는 네덜란드의 식민지에 있던 다양한 정치 지도자와 남아프리카 출신뿐만 아니라 인도네시아 출신도 있었다. 1819년 그라함스타운에서 봉기가 실패한 후(제5차 코사 전쟁), 영국 식민지 정부는 아프리카 지도자 마칸다에게 이 섬에서 종신형을 선고했다. 그는 교도소를 탈출한 뒤 테이블 만의 해안에서 익사했다.
1836년부터 1931년까지는 나병환자 격리와 동물 검역소로 사용되었다. 나병환자들은 1845년 헤멜-앙-나아르드(Hemel-en-Aarde) 나병 수용소가 수용소로 적합하지 않다는 것을 알게 되자, 근처의 칼레돈에서 온 나병환자들이 로벤 섬으로 이송되었다. 처음에는 자발적인 이송이었으며, 나병환자들은 원하기만 하면 이 섬을 떠날 수도 있었다.  1891년 4월, 나병환자를 위한 11동의 새 수용소 건물의 초석이 올려졌다. 1892년 나병억제법이 통과되면서 자발적인 이전의 자유가 박탈되었고, 나병환자들의 이동은 제한되었다. 1892년 이전에는 연간 평균 25명이 입소할 수 있었지만, 1892년에는 그 수가 338명으로 늘어났고, 1893년에는 250명이 입소하였다.
제2차 세계대전 동안에 이 섬은 케이프타운 방어를 위해 9.2인치와 6인치 해안포를 보강하여 설치되었다.
1959년부터는 정치범 강제 수용소로 사용되었고, 아파르트헤이트 정책이 실시되고 있었던 시기에는 넬슨 만델라와 월터 시스루, 로버트 소부쿠웨 등이 수감되었다. 1991년까지 이곳에는 정치범이 가장 많이 수감되었었고, 1996년에 감옥은 폐쇄되었다.
다음 해인 1997년부터 박물관으로 공개되었다. 1999년에 세계문화유산에 등록되었다.

## 교통

### 해양 사고

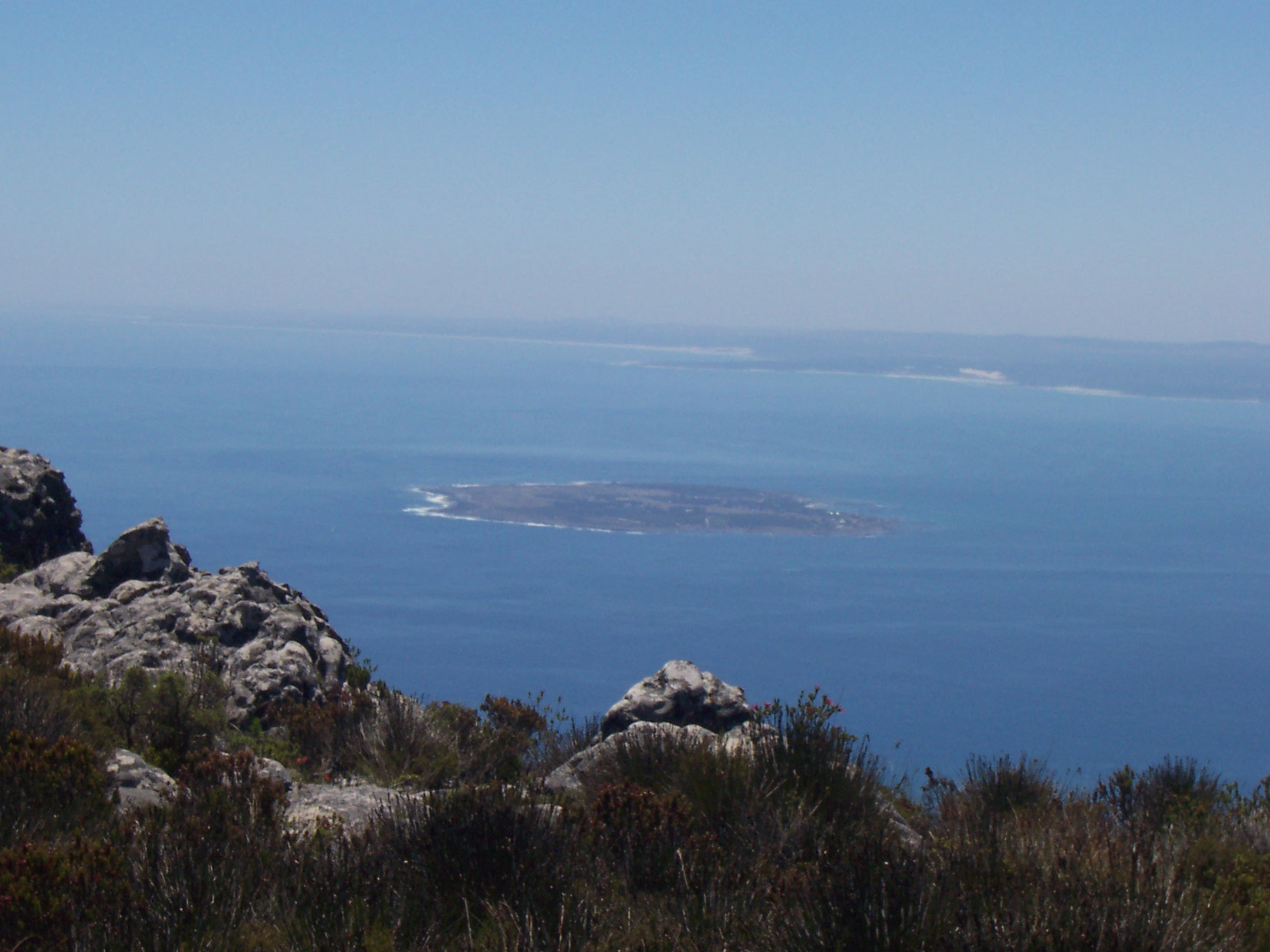
테이블 산에서 북북서로 본 로벤 섬의 풍경

로벤 섬과 근처의 웨일 락k 은 많은 배들이 좌초된 곳이다. 대서양에서 바로 밀려오는 파도는 계속 해안으로 몰아치고 있으며, 산호초 해안으로 난파된 배들은 계속 파도에 휩쓸려 산산조각이 나게 된다. 17세기 후반, 바타비아 (현재의 인도네시아 자카르타)에 있는 네덜란드 동인도 회사의 직원들에게 급여로 줄 금화를 싣고 가던 네덜란드 배가 해안에서 약간 떨어진 곳에서 이 산호초에 걸려 난파되었다. 비교적 얕은 곳이기는 했지만, 무자비한 파도가 몰아치는 바다였다. 오늘 날의 이 금화는 수천만 유로나 달러의 가치를 가진다. 수백년에 걸쳐 일부 금화들이 해안에 쓸려오기도 했지만, 보물 자체는 바다 속에 있다. 이 배뿐만 아니라 수많은 배들이 근처에서 좌초되었다.
케이프 타운빅토리아 & 알프레드 워터프론트에서 정기 노선이 운행되고 있다.

## 자연
아프리카 펭귄이 서식하고 있다. 유조선 기름 유출 사고에 의해 위협을 받게 되자, 자원 봉사자와 지역 대학에 의해 보호 활동이 전개되고 있다. 유조선 사고 이외에도 본래 로벤 섬에 살고 있지 않은 외래종인 고양이가 섬의 펭귄 알을 습격하는 등의 문제가 있다.

## 같이 보기
- 남아프리카 공화국의 세계유산